# アイム・ユア・マン 恋人はアンドロイド
『アイム・ユア・マン 恋人はアンドロイド』（アイムユアマン こいびとはアンドロイド、Ich bin dein Mensch）は、2021年のドイツのSF恋愛映画。監督・脚本はマリア・シュラーダー、出演はマレン・エッゲルト、ダン・スティーヴンス、ザンドラ・ヒュラーなど。2021年3月に第71回ベルリン国際映画祭でプレミア上映された。第94回アカデミー賞国際長編映画賞にドイツ代表作として出品された。

## ストーリー
自分を幸せにするようにプログラムされた人型ロボットの実験に参加する女性科学者を描く。

## キャスト
- アルマ: マレン・エッゲルト
- トム: ダン・スティーヴンス
- テラレカ社従業員: ザンドラ・ヒュラー
- ユリアン: ハンス・レーヴ（ドイツ語版）
- フェルザー博士: ウォルフガング・ヒュプシュ（ドイツ語版）
- コーラ: アニカ・マイアー（ドイツ語版）
- デカン・ロジャー: ファリルー・セック（ドイツ語版）
- シュトゥーバー博士: ユルゲン・タラッハ（ドイツ語版）
- シュテフィ: ヘンリエッテ・リヒター＝ロール（ドイツ語版）
- カフェの女性: モニカ・オシェック（ドイツ語版）

参照:

## 公開
2021年2月11日、同年3月の第71回ベルリン国際映画祭のコンペティション部門でワールド・プレミアされることが告知された。プレミア後にブリーカー・ストリートがアメリカ合衆国での配給権を獲得した。アメリカ合衆国では2021年9月17日に公開された。
日本では2022年1月14日に全国27館以上で劇場公開された後、全国順次公開された。

## 評価

### 批評家の反応
レビュー収集サイトのRotten Tomatoesは98件のレビューで支持率は96%、平均点は7.6/10となり、「示唆に富むコンセプトを相性の良い主人公のペアがユーモラスに表現した『アイム・ユア・マン 恋人はアンドロイド』は、人工知能とは思えないAIロマンス映画である」とまとめられた。Metacriticでは25件の批評を基に加重平均値は78/100と示された。

### 受賞とノミネート
| 映画祭・賞         | 部門                   | 候補                                     | 結果       |
| ------------------ | ---------------------- | ---------------------------------------- | ---------- |
| ベルリン国際映画祭 | 主演俳優賞             | マレン・エッゲルト                       | 受賞       |
| ベルリン国際映画祭 | コンペティション観客賞 | マリア・シュラーダー                     | ノミネート |
| ベルリン国際映画祭 | 金熊賞                 | マリア・シュラーダー                     | ノミネート |
| ドイツ映画賞       | 女優賞                 | マレン・エッゲルト                       | 受賞       |
| ドイツ映画賞       | 監督賞                 | マリア・シュラーダー                     | 受賞       |
| ドイツ映画賞       | フィクション映画賞     | リサ・ブルーメンベルク                   | 受賞       |
| ドイツ映画賞       | 脚本賞                 | ヤン・ションバーグ、マリア・シュラーダー | 受賞       |
| ドイツ映画賞       | 女優賞                 | ダン・スティーヴンス                     | ノミネート |